# NGC 3835
NGC 3835 é uma galáxia espiral (Sab) localizada na direcção da constelação de Ursa Major. Possui uma declinação de +60° 07' 13" e uma ascensão recta de 11 horas, 44 minutos e 05,0 segundos.
A galáxia NGC 3835 foi descoberta em 14 de Abril de 1831 por John Herschel.